# Jesper Grønkjær
Jesper Grønkjær, född 12 augusti 1977 i Godthåb på Grönland, uppväxt i Thisted, är en dansk före detta fotbollsspelare som under sin karriär spelade i bland annat Ajax, Chelsea, Atlético Madrid och FC Köpenhamn.
Grønkjær gjorde även 80 matcher och 5 mål i Danmarks landslag.

## Meriter
Ajax
- Holländska cupen: 1999

FC Köpenhamn
- Superligaen: 2007, 2009, 2010, 2011
- Danska cupen: 2009

Danmark
- VM i fotboll: 2002
- EM i fotboll: 2004